# ألكسندر كوتشيروف
ألكسندر كوتشيروف (بالروسية: Кучеров, Александр Игоревич)‏ هو لاعب كرة قدم بيلاروسي في مركز الوسط، ولد في 22 يناير 1995 في سلوتسك ‏ في بيلاروس. شارك مع منتخب روسيا البيضاء تحت 19 سنة لكرة القدم ومنتخب بيلاروسيا تحت 21 سنة لكرة القدم. أما مع النوادي، فقد لعب مع دينامو مينسك ونادي فيتيبسك ونادي نافتان نوفوبولوتسك.

## وصلات خارجية
- ألكسندر كوتشيروف على موقع قاعدة بيانات كرة القدم.إي يو (الإنجليزية)
- ألكسندر كوتشيروف على موقع Soccerway.com (الإنجليزية)
- ألكسندر كوتشيروف على موقع AS.com (الإسبانية)